# Al-Majadin
Al-Majadin (arab. ‏الميادين‎) – miasto w Syrii, w muhafazie Dajr az-Zaur, położone nad Eufratem. W spisie powszechnym z 2004 roku liczyło 44 028 mieszkańców.

## Historia
W 2014 roku miasto zostało zajęte przez organizację terrorystyczną Państwo Islamskie (ISIS).
Od kwietnia 2017 Al-Majadin stanowiło jedną z głównych siedzib ISIS i było bombardowane przez Siły Powietrzne Stanów Zjednoczonych. Według syryjskiej agencji informacyjnej atak powietrzny z 26 maja 2017 spowodował zawalenie czteropiętrowego budynku i śmierć 35 cywilów. 27 czerwca w kolejnym amerykańskim bombardowaniu zginęło 15 terrorystów i 42 cywilów przez nich przetrzymywanych.
Siły Zbrojne Syrii wyzwoliły Al-Majadin 14 października 2017. Wcześniej żołnierze pomogli w ewakuacji cywilnych mieszkańców. Armia odkryła w Al-Majadin pokaźny arsenał terrorystów, w tym karabiny maszynowe, moździerze i haubice, w tym broń izraelskiej i zachodnioeuropejskiej produkcji. Według syryjskiego generała Suhajla al-Hasana taką ilością przejętej broni można by wyposażyć ponad 10 tysięcy żołnierzy.